# Surf ai XVIII Giochi panamericani
Le gare di surf ai XVIII Giochi panamericani del 2019 si sono svolte a Lima, in Perù, dal 30 luglio al 4 agosto 2019 a Punta Rocas, nel distretto di Punta Negra.
Il surf, che ha fatto il suo debutto a Lima, venne inserito nel programma nel luglio 2015, pochi giorni prima dei XVII Giochi Panamericani di Toronto, dalla PASO. Nel 2016, il Comitato Olimpico Internazionale apportò al programma diverse modifiche.
Si sono disputati a Lima 8 eventi che valevano anche per la qualificazione ai Giochi della XXXII Olimpiade.

## Risultati

### Uomini
| Evento       | Oro             | Argento           | Bronzo        |
| Open surf    | Luca Mesinas    | Leandro Usuna     | Bryan Pérez   |
| SUP surf     | Giorgio Gómez   | Tamil Martino     | Daniel Hughes |
| SUP velocità | Connor Baxter   | Vinnicius Martins | Itzel Delgado |
| Longboard    | Benoit Clemente | Julian Schweizer  | Cole Robbins  |

### Donne
| Evento       | Oro            | Argento              | Bronzo             |
| Open surf    | Daniella Rosas | Dominic Barona       | Ornella Pellizzari |
| SUP surf     | Isabella Gómez | Vania Torres         | Nicole Pacelli     |
| SUP velocità | Lena Guimarães | Candice Appleby      | Mariecarmen Rivera |
| Longboard    | Chloé Calmon   | María Fernanda Reyes | Mathea Olin        |

## Medagliere
| Posiz. | Nazione     | Oro | Argento | Bronzo | Totale |
| ------ | ----------- | --- | ------- | ------ | ------ |
| 1      | Perù        | 3   | 3       | 1      | 7      |
| 2      | Brasile     | 2   | 2       | 1      | 5      |
| 3      | Colombia    | 2   | 2       | -      | 4      |
| 4      | Stati Uniti | 1   | 1       | 2      | 4      |
| 5      | Argentina   | -   | 1       | 1      | 2      |
| 6      | Ecuador     | -   | 1       | -      | 1      |
|        | Uruguay     | -   | 1       | -      | 1      |
| 8      | Canada      | -   | -       | 1      | 1      |
|        | El Salvador | -   | -       | 1      | 1      |
|        | Porto Rico  | -   | -       | 1      | 1      |
| TOTALE | TOTALE      | 8   | 8       | 8      | 24     |

|  | Paese ospitante |